# 藤嶋清多
藤嶋 清多（ふじしま きよた、1923年（大正12年）9月21日 - 2011年（平成23年）6月16日）は、日本の政治家。群馬県前橋市長（2期）。

## 来歴
群馬県前橋市出身。1941年（昭和16年）旧制前橋中学卒。終戦後の1946年（昭和21年）前橋市役所に入る。建設、都市計画の各部長などを歴任し、1982年（昭和57年）に収入役、1986年（昭和61年）に助役に就任した。1988年（昭和63年）前橋市長選挙に立候補して初当選、2期務めた。1996年（平成8年）引退。2011年死去。